# Smilax hispida
Espèce
Smilax hispida, la Salsepareille hérissée, est une espèce de la famille des Smilacaceae.

## Synonyme
- Smilax tamnoides L., 1753

## Systématique
Le nom correct complet (avec auteur) de ce taxon est Smilax hispida Muhl..